# Elastan
Elastan (EL), auch Elasthan geschrieben, (in den USA und Asien spandex fiber) ist eine sehr dehnbare Chemiefaser mit hoher Elastizität, die als Filamentgarn (meist als multifil, Garnfeinheit 11-2 600 dtex) ersponnen und zu textilen Produkten verarbeitet wird. Das zugrundeliegende Blockcopolymer hat einen Massenanteil von mindestens 85 % Polyurethan. Selbst bei einer Dehnung auf das Dreifache ihrer Ausgangslänge geht die Faser nach einer Rücknahme der Belastung wieder nahezu auf die Ausgangslänge zurück. Sie ähnelt Gummi, hat aber eine höhere Festigkeit und ist haltbarer.

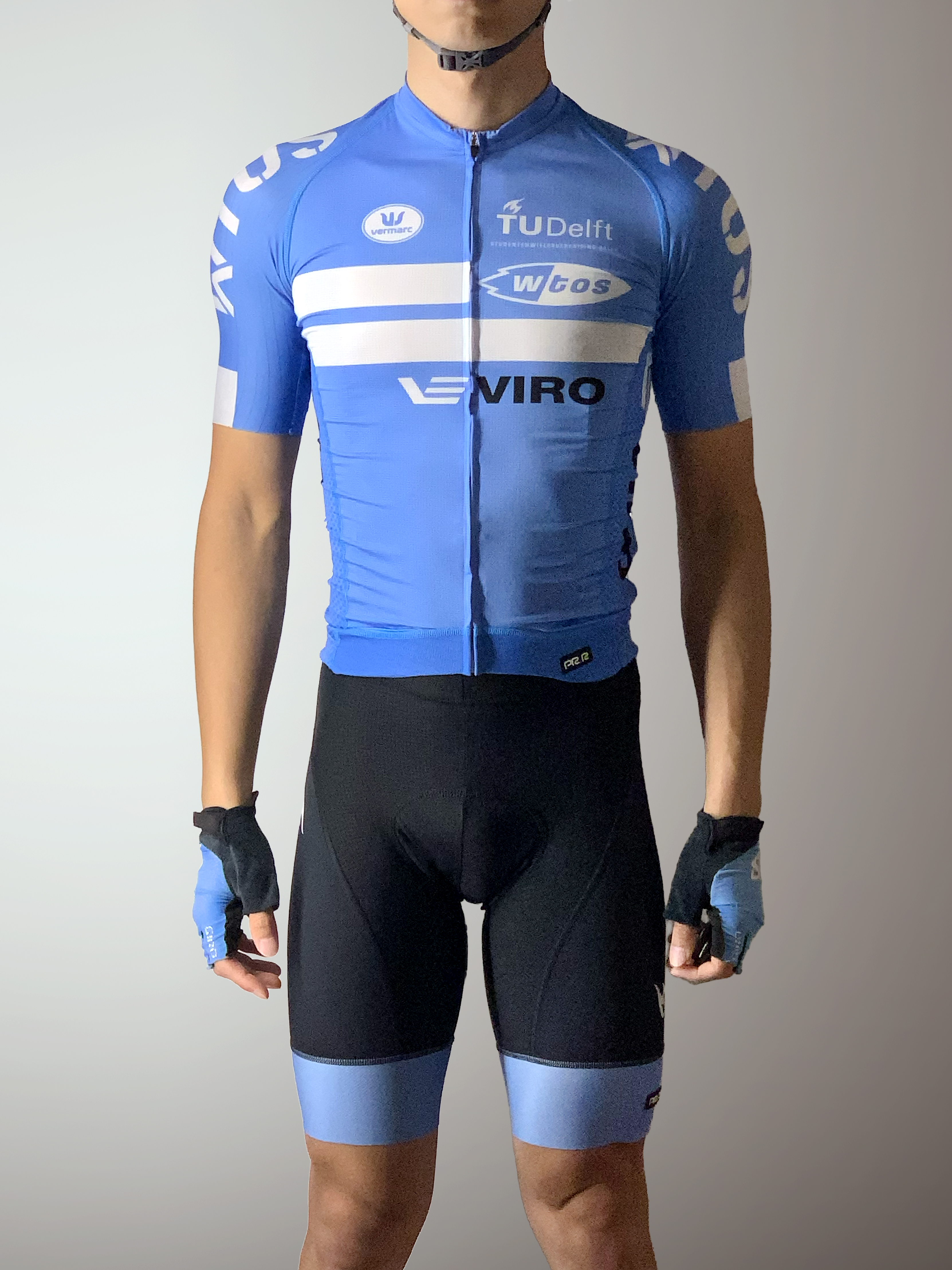
Radhose aus Elastan

Die ersten Fasern aus Elastan kamen 1959 als Fibre K auf den Markt, nachdem Joseph Shivers beim amerikanischen Chemiekonzern DuPont ein Verfahren zur großtechnischen Herstellung entwickelt hatte. Es war verklebtes Multifilamentgarn aus Polyurethan. Ab 1962 wurde Fibre K in großen Mengen unter der Marke Lycra vertrieben, die in Deutschland seit dem 28. Januar 2005 vom Unternehmen Invista gehalten wird, das zu Koch Industries gehört. Um 1961 begann die Bayer AG mit der Herstellung von Dorlastan, einem Multifilamentgarn aus Polyesterurethan. Lycra wird heute von dem eigenständigen Unternehmen The Lycra Company produziert, das 2019 von Invista an die chinesische Shandong Ruyi Technology Group verkauft wurde. Das Dorlastan-Geschäft wurde 2006 von Bayer an die japanische Asahi Kasei Fibers verkauft, die Elastan auch unter der Marke Roica vertreibt. Der weltgrößte Hersteller von Elastan ist das südkoreanische Unternehmen Hyosung mit der Marke Creora.

## Herstellung und Aufbau
Das gebräuchlichste Herstellungsverfahren für Elastanfilamente ist mehrstufig. Zuerst werden einfache lineare Polyurethane nach dem Diisocyanat-Polyadditionsverfahren gebildet. Für die Faserherstellung ist dabei die Herstellung eines Polyurethan aus Butandiol (Butylenglycol) und Hexamethylendiisocyanat gut geeignet. Zur Bildung des elastomeren Polyurethan-Blockcopolymers, eines segmentierten Polyurethans, wird bei der Polyadditionsreaktion ein Großteil des Glycols ersetzt durch langkettige Dihydroxyverbindungen (Makrodiole) auf Polyether- oder auch Polyesterbasis mit endständigen OH-Gruppen. Die Makrodiole ergeben eine amorphe Struktur (die Weichsegmente); sie sind sehr beweglich bei Belastung und damit Ursache für die sehr hohe Dehnung von einigen 100 %. Werden sie über die endständigen OH-Gruppen mit Diisocyanaten in Makrodiisocyanate (Diisocyanat-Prepolymere) umgewandelt, so können diese mit kurzkettigen Diaminen (wie Ethylendiamin oder m-Xylylendiamin) oder Dialkoholen (Ethylenglycol oder 1,4-Butandiol) unter Kettenverlängerung in segmentierte Polyurethane (Block-Copolymere) überführt werden. Die sich dabei innerhalb der linearen Makromoleküle bildenden Brücken zwischen den langkettigen Weichsegmenten ergeben als kurzkettige kristalline Harnstoff-Strukturen die Hartsegmente. Sie bestimmen die Festigkeit und die thermischen Eigenschaften der Elastanfilamente. Die Länge der kurzkettigen kristallinen Bereiche beträgt dabei ca. 2,5–3 nm, die der „weichen“ Ketten ca. 15–30 nm.

## Eigenschaften
- Dichte: 1,1–1,3 g/cm3[11]
- Höchstzugkraftdehnung trocken gleich Höchstzugkraftdehnung nass: 400–700 %,[11] verbunden mit einer hohen Rückstellkraft, die zwei- bis dreimal höher als die von Gummifäden ist[12]
- Höchstzugkraft trocken: 0,05–0,12 N/tex,[11] die zwei- bis dreifach höher als die von Gummifäden ist[12]
- Scheuer- bzw. Abriebfestigkeit: mäßig[12]
- Feuchteaufnahme: 0,5–1,5 %[13]
- Wasserrückhaltevermögen: 7–11 %[12]
- Anfärbbarkeit aus wässrigen Lösungen: mit verschiedenen Farbstoffklassen gut[12]
- Schmelzpunkt: 170–230 °C[12]
- Hitzebeständigkeit bis 120 °C[12]
- dauerhafte Formbeständigkeit
- leicht, weich, glatt
- keine statische Aufladung
- kein Pilling
- regelmäßig waschbar bis 40 °C (empfohlen), ausnahmsweise auch bei um 60 °C[14]

## Anwendungen
Elastan wird vor allem für Bekleidung verwendet, die sehr elastisch oder passgenau sein muss. Es hat sich daher vor allem bei Sportbekleidung, Unterwäsche und Socken etabliert. Aus Gründen des Tragekomforts wird es aber immer mit anderen Fasertypen gemischt (zum Beispiel: 80 % Polyamid, 20 % Elastan).
Beispiele für Bekleidung mit Elastananteil finden sich bei:
- Sportbekleidung (zum Beispiel Leggins oder Radhosen)
- Strumpfhosen
- kosmetische und medizinische Strümpfe
- Socken
- Jeans aus Stretch-Denim
- Badebekleidung (Badehosen, Badeanzüge, Bikinis, Burkinis)
- Wassersportbekleidung (Surfshirts, Rashguards, Unterzieher, Quallenschutzanzüge)
- Miederwaren
- Catsuits, Zentais
- Filmkostüme (zum Beispiel Superhelden-Kostüme)

Eine besondere Anwendung von Elastan findet in der Magierszene statt: Hier wird Elastanfaser als „ultra invisible thread“ verkauft, also als besonders dehnbarer, unsichtbarer Faden benutzt.

## Handelsnamen
- Spandex (Spandex, UK)
- Lycra (DuPont, USA)
- Dorlastan (Bayer, Deutschland)
- Elaston (Chemitex, Polen)
- Vispan (Pirelli, Italien)
- Mobilon (Nisshinbo, Japan)